# فحص نعومة الأسمنت
تقاس نعومة الإسمنت بالتحليل بمنخل قياسي وتعيين نسبة الإسمنت المحتجزة ولها حجم حبيبي أكبر من فتحة المنخل المحدد في الاختبار، وتستخدم عينة مرجعية بها نسبة معلومة من حبيبات ذات حجم أكبر من فتحة المنخل المحددة للتحقق من كفاءة منخل الاختبار المحدد. 

## الجهاز

### منخل الاختبار
يتكون من إطار أسطواني متين غير قابل للتآكل قطره الإسمي (150– 200) مم وعمقه (40- 100) مم، ومزود بنسيج مقاس فتحته 90 ميكرون مصنوع من صلب لا يصدأ أو أسلاك معدنية مقاومة للصدأ والتآكل، ويجب أن تكون خالية من عدم الانتظامية المرئية لفتحات المنخل عندما يفحص ضوئيا بالطريقة الواردة بالمواصفات القياسية المصرية الصادرة في هذا الشأن، ويزود بصينية توضع تحت إطار المنخل وغطاء يوضع أعلى المنخل لتجنب  فقد المادة أثناء النخل.

### الميزان
يوزن  حتى 10 غم لأقرب 10 مليجرام. 

### مادة مرجعية للتحقق من كفاءة المنخل
تستخدم مادة مرجعية معلومة كمية المتبقي فوق المنخل للتحقق من كفاءة المنخل، ويجب أن تحفظ هذه المادة في حاوية محكمة الغلق لتجنب التغير في خواصها نتيجة تعرضها للجو، كما توضع على حاوية المادة المرجعية كمية المتبقى منها فوق المنخل. 

## الطريقة
يعيّن المتبقي من الإسمنت فوق منخل الاختبار. ترج عينة الإسمنت المختبرة في وعاء مغلق مدة دقيقتين لتفكيك أي تجمعات ويترك دقيقتين ويتم تقليب المادة الناتجة بلطف باستخدام قضيب زجاجى جاف نظيف وذلك لتوزيع الحبيبات الناعمة في الإسمنت. 
توضع الصينية تحت المنخل ويوزن 10 غم من الإسمنت إلى أقرب 1000 غم، وتوضع في المنخل بحذر لتجنب أي فقد للإسمنت، ويوضع الغطاء ويهز المنخل بحركة دورانية أفقية حتى يتم التأكد من مرور جميع الحبيبات الناعمة من المنخل.  
يجمع ويوزن المتبقي ويعبر عن الوزن كنسبة R1 من وزن العينة المستخدمة في الاختبار لأقرب 100٪، وتزال المادة الناعمة بحذر من قاع المنخل إلى داخل الصينية باستخدام الفرشة. تكرر العملية باستخدام 10 غرام أخرى للحصول على R2.
يحسب المتبقي من الإسمنت R كمتوسط R1 ، 2 كنسبة مئوية مُعبَّراً عنها لأقرب 100٪. عندما تختلف النتائج بأكثر من 1٪  مطلق تجرى عملية تحليل ثالثة بالمنخل ويحسب متوسط القيم الثلاث، تجرى عملية النخل يدويا وتحتاج إلى خبره ومهارة القائم بالعمل.
يمكن استخدام أجهزة نخل ميكانيكية بديلة بشرط أن تعطى نفس النتائج كما في الطريقة اليدوية. 

## التحقق من كفاءة المنخل
ترج عينة الإسمنت المختبرة مدة دقيقتين في إناء مغلق لتفكيك التجمعات ويترك دقيقتين ثم تخلط باستخدام قضيب جاف نظيف لضمان توزيع الحبيبات الناعمة من الإسمنت، وتوضع الصينية تحت المنخل ويوزن 10 جم تقريبا من المادة المرجعية بند (3/3) لأقرب 1000 غرام، وتوضع في المنخل بحذر لتجنب أي فقد، وتجرى طريقة التحليل بالمنخل وتتضمن إعادة تقدير القيمتانP1  P2، لكفاءة المنخل  يجب ألا يختلف بأكثر من 300٪، ومتوسط القيمة P تعبر عن حالة المنخل (تختص بحالة المنخل المتبقي) المعلوم ومعطى على منخل مقاس فتحته 90 ميكرون للمادة المرجعية يرمز له بالرمزRo  يحسبRo/P كمعامل المنخل لأقرب 1000 يعين المتبقي R، ويجب أن يصحح بالضرب في المعامل F حيث قيمته (1 ±200)، ويجري التحقق من كفاءة المنخل بعد كل 100 مرة استخدام.
ويمكن استخدام أي طريقة للتحقق من كفاءة المنخل كما في الطريقة الضوئية الموضحة بالمواصفة القياسية الدولية (ISO 3310-1) جميع المناخل تتآكل ببطئ وبالتتابع ولذلك يتغير المعامل F  ببطء.

## التعبير عن النتائج
تسجل القيمة R لأقرب 100٪ كمتبقي على منخل مقاس فتحته 90 ميكرون والموضحة بالمواصفة القياسية الدولية (ISO 565) للإسمنت المختبر. 
الأنحراف المعياري للإعادة يكون حوالي 200٪ وللمراجعة حوالي 300٪ .
عندما توجد صعوبة في الحصول على مناخل طبقاً للمواصفة القياسية الدولية الخاصة بالمناخل وتتبع نفس الطريقة لأقرب منخل قياسي متاح ويجب أن يسجل في التقرير المتبقي من الإسمنت على المنخل القياسي الذي أجري به الاختبار. 